# Ignaców (Cielętniki)
Ignaców – przysiółek wsi Cielętniki w Polsce położony w województwie śląskim, w powiecie częstochowskim, w gminie Dąbrowa Zielona.
W latach 1975–1998 przysiółek należał administracyjnie do województwa częstochowskiego.